# اصله (همدان)
اصله (همدان)، روستایی از توابع شهرستان فامنین در استان همدان ایران است.

## جمعیت
این روستا در دهستان مفتح قرار دارد و براساس سرشماری مرکز آمار ایران در سال ۱۳۹۵، جمعیت آن ۲۰۹۳ نفر (۶۴۳خانوار) بوده‌است.